# Arabské body
Jako Arabské body, někdy též citlivé body (řecky kléroi), jsou v astrologii označovány spekulativní body v horoskopu vypočítávané pomocí jednoduchých rovnic z ekliptikálních délek jiných prvků horoskopu (planety, ascendent, hroty domů apod.). Nejznámějším citlivým bodem je Bod štěstí (latinsky Pars Fortunae, řecky kléros tychés), považovaný středověkou astrologií při dobrém umístění v horoskopu za znamení materiálního bohatství a úspěchu.

## Historie
Tradice počítání citlivých bodů horoskopu vznikla již v době helénských astrologů, zaznamenány jsou z té doby v dílech Dorothea Sidónského či Vettia Valense, jejich soupis pak podal Paulus Alexandrinus. Do evropské astrologické tradice se ovšem tato astrologická metoda dostala až ve středověku prostřednictvím latinských překladů spisů arabských astrologů. V arabském světě jejich systém ve svém díle Kitáb al-mudchal al-kabir ila 'ilm ahkam an-nujúm (848), ve 12. století přeloženém do latiny jako Introductorium in Astronmiam, rozebral nejvýznamnější arabský astrolog Albumasar.

## Výpočet arabských bodů
Následující tabulky podávají stručný nekompletní přehled nejdůležitějších arabských bodů, jak je zaznamenal v roce 1029 arabský astrolog Muhammad Abú ar Rajhán al-Birúní, známý pod latinizovaným jménem Aliboron. Jeho práce byla ve 12. století také přeložena do latiny a rozšířila se po celé Evropě. V pozdější tradici postupně přidávali další astrologové výpočty dalších citlivých bodů horoskopu, případně upravovali vlastní interpretaci původních arabských bodů. S různými systémy výpočtu horoskopických bodů se lze setkat v astrologické literatuře dodnes, někdy i doplněné o výpočty s novověkými transsaturnskými planetami.
Výpočty některých citlivých bodů se upravují podle toho, zda se vypočítávají pro horoskop denní události (denní zrození), či noční události (noční zrození). Denní a noční zrození v horoskopu určuje pozice Slunce a osy ascendent-descendent.

### Planetární arabské body
|                                   | denní zrození         | noční zrození           |
| --------------------------------- | --------------------- | ----------------------- |
| Štěstí (Pars Fortunae,Bod štěstí) | Asc + Luna - Slunce   | N Asc + Slunce - Luna   |
| ďábel a náboženství (Duch)        | Asc + Slunce - Luna   | N Asc + Luna - Slunce   |
| přátelství a láska                | Asc + Duch - Štěstí   | N Asc + Štěstí - Duch   |
| zoufalství, chudoba, lest         | Asc + Štěstí - Duch   | N Asc + Duch - Štěstí   |
| zajetí, vězení                    | Asc + Štěstí - Saturn | N Asc + Saturn - Štěstí |
| vítězství, triumf a pomoc         | Asc + Jupiter - Duch  | N Asc + Duch - Jupiter  |
| odvaha a hrdinství                | Asc + Štěstí - Mars   | N Asc + Mars - Štěstí   |

### Arabské body ve dvanácti domech
| 1. dům  | život                                        | Asc + Saturn - Jupiter N                          |
|         | pilíř horoskopu - zrození, stálost           | Asc + Duch - Štěstí N                             |
|         | usuzování a výmluvnost                       | Asc + Mars - Merkur N                             |
| 2. dům  | majetek                                      | Asc + hrot 2. - vládce 2. N                       |
|         | dluh                                         | Asc + Merkur - Saturn N                           |
|         | poklad                                       | Asc + Venuše - Merkur                             |
| 3. dům  | bratři                                       | Asc + Jupiter - Saturn                            |
|         | počet bratrů                                 | Asc + Saturn - Merkur                             |
|         | smrt bratrů a sester                         | Asc + 10 Blíženci - Slunce N                      |
| 4. dům  | rodiče                                       | Asc + Saturn - Slunce (nebo Jupiter) N            |
|         | smrt rodičů                                  | Asc + Jupiter - Saturn N                          |
|         | prarodiče                                    | Asc + Saturn - II N                               |
|         | prapředci                                    | Asc + Mars - Saturn N                             |
|         | nemovitosti dle Herma                        | Asc + Luna - Saturn N                             |
|         | nemovitosti dle Peršanů                      | Asc + Jupiter - Merkur N                          |
|         | zemědělství                                  | Asc + Saturn - Venuše                             |
| 5. dům  | děti                                         | Asc + Saturn - Jupiter (Venuše) N                 |
|         | erotika                                      | Asc + Jupiter - Mars                              |
|         | kondice muže                                 | Asc + Jupiter - Mars                              |
|         | kondice ženy                                 | Asc + Venuše - Luna                               |
|         | pohlaví očekávaného potomka                  | Asc + Luna - vládce Luna N                        |
| 6. dům  | choroby, poruchy a jejich vpád dle Herma     | Asc + Mars - Saturn N                             |
|         | choroby, poruchy a jejich vpád dle prapředků | Asc + Mars - Merkur                               |
|         | zotročení                                    | Asc + dispozitor vládce času - vládce času        |
|         | otroci                                       | Asc + Luna - Merkur                               |
| 7. dům  | sňatek muže dle Herma                        | Asc + Venuše - Saturn                             |
|         | sňatek muže dle Valense                      | Asc + Venuše - Slunce                             |
|         | podvod a klam mužů a žen                     | Asc + Venuše - Slunce                             |
|         | obcování                                     | Asc + Venuše - Slunce                             |
|         | sňatek ženy dle Herma                        | Asc + Saturn - Venuše                             |
|         | sňatek ženy dle Valense                      | Asc + Mars - Luna                                 |
|         | špatné chování žen                           | Asc + Mars - Luna                                 |
|         | podvod a klam mužů u žen                     | Asc + Mars - Luna                                 |
|         | obcování                                     | Asc + Mars - Luna                                 |
|         | necudnost žen                                | Asc + Mars - Luna                                 |
|         | cudnost žen                                  | Asc + Venuše - Luna                               |
|         | sňatek muže a ženy dle Herma                 | Asc + Hrot 7. - Venuše                            |
|         | čas sňatku dle Herma                         | Asc + Luna - Slunce                               |
|         | podvodný sňatek a jeho umožnění              | Asc + Venuše - Saturn                             |
|         | zeťové                                       | Asc + Venuše - Saturn N                           |
|         | soudy                                        | Asc + Jupiter - Mars N                            |
| 8. dům  | smrt                                         | Stupeň Saturn + Hrot 8. - Luna                    |
|         | Anairetai [Zhoubci]                          | Asc + Luna - Vládce Asc N                         |
|         | místo vraždy a nemoci                        | Stupeň Merkura + Mars - Saturn N                  |
|         | nebezpečí násilí                             | Asc + Merkur - Saturn N                           |
| 9. dům  | cesty                                        | Asc + Hrot 9. - Vládce 9.                         |
|         | plavby                                       | Asc + 15 Rak - Saturn N                           |
|         | cesty a skrývání                             | Asc + Merkur - Luna N                             |
|         | hluboké úvahy                                | Asc + Luna - Saturn N                             |
|         | porozumění a moudrost                        | Asc + Slunce - Saturn N                           |
|         | tradice a znalost událostí                   | Asc + Jupiter - Slunce N                          |
|         | rozlišování pravdy a lži                     | Asc + Luna - Merkur                               |
| 10. dům | vznešený původ                               | Asc + Stupeň exaltace vládce času - vládce času N |
|         | králové, sultáni a mocní lidé                | Asc + Mars - Merkur N                             |
|         | královo vítězství a dobývání                 | Asc + Saturn - Slunce N                           |
|         | společenský růst                             | Asc + Štěstí - Saturn N                           |
|         | významnost v oboru                           | Asc + Slunce - Saturn                             |
|         | vojsko a policie                             | Asc + Saturn - Mars N                             |
|         | král při zrození                             | Asc + Luna - Saturn                               |
|         | kupci a jejich práce                         | Asc + Venuše - Merkur N                           |
|         | nákup a prodej                               | Asc + Štěstí - Duch N                             |
|         | operace a postupy léčení                     | Asc + Jupiter - Slunce N                          |
|         | matky                                        | Asc + Luna - Venuše N                             |
| 11. dům | sláva                                        | Asc + Duch - Štěstí N                             |
|         | přátelství a nepřátelství                    | Asc + Duch - Štěstí N                             |
|         | úcta lidí a stálost ve vztazích              | Asc + Slunce - Štěstí N                           |
|         | úspěch                                       | Asc + Jupiter - Štěstí N                          |
|         | protřelost světem                            | Asc + Venuše - Štěstí N                           |
|         | naděje                                       | Asc + Merkur - Jupiter N                          |
|         | přátelé                                      | Asc + Merkur - Luna                               |
|         | násilí                                       | Asc + Merkur - Duch                               |
|         | hojnost v domě                               | Asc + Slunce - Luna                               |
|         | svoboda osobnosti                            | Asc + Slunce - Merkur N                           |
|         | chvála a přijímání                           | Asc + Venuše - Jupiter N                          |
| 12. dům | nenávist dle prapředků                       | Asc + Mars - Saturn                               |
|         | nenávist dle Herma                           | Asc + Hrot 12. - Vládce 12.                       |
|         | neštěstí                                     | Asc + Štěstí - Duch                               |

N u vzorce značí, že pro noční zrození je zapotřebí vzorec upravit obdobně, jako u planetárních bodů.

### Bez vztahu k planetám a domům
| Hyleg (životadárci)                   | Asc + Luna - Stupeň předchozího zatmění |
| oslabená těla                         | Asc + Mars - Štěstí N                   |
| jezdectví, hrdinství                  | Asc + Luna - Saturn N                   |
| smělost, násilí a vražda              | Asc + Luna - Vládce Asc N               |
| podvod a klam                         | Asc + Duch - Merkur N                   |
| nutkání a přání                       | Asc + Mars - Saturn                     |
| požadavky a nezbytnost podle Egypťanů | Asc + Hrot 3. - Mars                    |
| realizace žádostí a potřeb            | Asc + Merkur - Štěstí                   |
| odplata                               | Asc + Slunce - Mars N                   |
| poctivost                             | Asc + Mars - Merkur N                   |

N u vzorce značí, že pro noční zrození je zapotřebí vzorec upravit obdobně, jako u planetárních bodů.